# The Kluba
The Kluba és un grup de música creat l'any 2009 pel Juantxo Skalari (antic cantant de Skalariak) i té com a estil una barreja de ska i rockabilly, que ells n'anomenen Skabilly.

## Història
El grup neix com una nova etapa del seu cantant, Juantxo Skalari, que influenciat per grups com The Clash, Stray Cats i The Pogues i per l'essència jamaicana es veu necessitat de crear aquest nou projecte musical.
Els inicis de The Kluba van ser si més no curiosos. Sense tenir encara el disc al carrer i només havent mostrat dues cançons a la seva web i MySpace, ja va començar la gira fent 7 concerts. Presenten el disc el 23 d'abril i seguidament els toca un dels concerts més interessants de l'any, davant de milers de persones al Viña-Rock. Després han sigut diversos concerts a ciutats com Bilbao, Barcelona, Conca, Guadalajara, Girona…; i a festivals com: Festival Viñarock, Lumbreiras Rock, Mes que Rock Fest, Barraques de Reus.
Durant els mesos d'octubre i novembre realitzen una gira de sales que els porta per la resta de l'Estat Espanyol. Acaben la gira amb el Festival Batabat a Vinyols i els Arcs, amb La Gossa Sorda el 12 de desembre.
Comença el 2010 amb un nou tour, el Skabilly Tour on ja tenen els primers concerts programats.

## Gires
- 2009 - Rude Rockers Tour
- 2010 - Skabilly Tour

## Discografia
- 2009 - The Kluba
- 2012 - Amor, Odio y Ruido